# 安東尼 (新墨西哥州)
安東尼（英語：Anthony）是一個位於美國新墨西哥州唐娜安娜縣的城市。

## 人口
根據2020年美國人口普查的數據，安東尼的面積為6.99平方千米，當中陸地面積為6.99平方千米，而水域面積為0.00平方千米。當地共有人口8693人，而人口密度為每平方千米1,244人。